# Мохамед Баракат
Мохамед Баракат (араб. محمد بركات, нар. 20 листопада 1976, Каїр) — єгипетський футболіст, що грав на позиції нападника, зокрема за каїрський «Аль-Аглі» та національну збірну Єгипту, у складі якої — володар Кубка африканських націй 2006 року. 

## Клубна кар'єра
Народився 20 листопада 1976 року в місті Каїр. Вихованець юнацьких команд клубу «Аль-Секка Аль-Хадід». У дорослому футболі дебютував 1996 року виступами за його головну команду, у якій провів два сезони. 
1998 року перейшов до «Ісмайлі», у складі якого 2000 року став чемпіоном Єгипту. Згодом у 2002–2003 роках грав у Катарі за «Аль-Арабі», а протягом 2003–2004 років захищав кольори саудівського «Аль-Аглі» (Джидда).
2004 року повернувся на батьківщину, ставши гравцем каїрського «Аль-Аглі», за який відіграв дев'ять сезонів, після чого 2013 року завершив ігрову кар'єру. У формі «Аль-Аглі» здобув низку національних трофеїв, а також п'ять разів вигравав Лігу чемпіонів КАФ.

## Виступи за збірну
2002 року дебютував в офіційних матчах у складі національної збірної Єгипту.
У складі збірної був учасником Кубка африканських націй 2002 у Гані та Нігерії, Кубка африканських націй 2004 у Тунісі, а також домашнього для Єгипту Кубка африканських націй 2006, на якому  здобув титул континентального чемпіона.
Загалом протягом кар'єри у національній команді, яка тривала 8 років, провів у її формі 70 матчів, забивши 9 голів.

## Статистика виступів

### Статистика виступів за «Аль-Аглі» (Каїр)
| Сезон             | Команда           | Чемпіонат         | Чемпіонат | Чемпіонат | Національний кубок | Національний кубок | Національний кубок | Континентальні кубки | Континентальні кубки | Континентальні кубки | Інші змагання | Інші змагання | Інші змагання | Усього | Усього |
| Сезон             | Команда           | Ліга              | Ігор      | Голів     | Ліга               | Ігор               | Голів              | Ліга                 | Ігор                 | Голів                | Ліга          | Ігор          | Голів         | Ігор   | Голів  |
| ----------------- | ----------------- | ----------------- | --------- | --------- | ------------------ | ------------------ | ------------------ | -------------------- | -------------------- | -------------------- | ------------- | ------------- | ------------- | ------ | ------ |
| 2004–05           | «Аль-Аглі»        | ПЛ                | 20        | 8         | КЄ                 | 1                  | 0                  | ЛЧ                   | 13                   | 7                    | -             | -             | -             | 34     | 15     |
| 2005–06           | «Аль-Аглі»        | ПЛ                | 15        | 9         | КЄ                 | 3                  | 0                  | ЛЧ                   | 2                    | 0                    | СКЄ+СКК+КЧС   | 1+0+2         | 0             | 21     | 9      |
| 2006–07           | «Аль-Аглі»        | ПЛ                | 4         | 1         | КЄ                 | 3                  | 0                  | ЛЧ                   | 12                   | 1                    | СКЄ+СКК+КЧС   | 1+0+0         | 0             | 20     | 2      |
| 2007–08           | «Аль-Аглі»        | ПЛ                | 21        | 6         | КЄ                 | 0                  | 0                  | ЛЧ                   | 11                   | 2                    | СКЄ           | 1             | 0             | 33     | 8      |
| 2008–09           | «Аль-Аглі»        | ПЛ                | 25        | 10        | КЄ                 | 2                  | 0                  | ЛЧ+КЧ                | 3+0                  | 3                    | СКЄ+СКК+КЧС   | 0+1+2         | 0             | 33     | 13     |
| 2009–10           | «Аль-Аглі»        | ПЛ                | 19        | 1         | КЄ                 | 5                  | 1                  | ЛЧ                   | 10                   | 1                    | СКЄ           | 0             | 0             | 34     | 3      |
| 2010–11           | «Аль-Аглі»        | ПЛ                | 24        | 3         | КЄ                 | 0                  | 0                  | ЛЧ                   | 2                    | 1                    | СКЄ           | 1             | 0             | 27     | 4      |
| 2011–12           | «Аль-Аглі»        | ПЛ                | 7         | 1         | -                  | -                  | -                  | ЛЧ                   | 11                   | 1                    | -             | -             | -             | 18     | 2      |
| 2012–13           | «Аль-Аглі»        | ПЛ                | 13        | 3         | КЄ                 | 0                  | 0                  | ЛЧ                   | 4                    | 1                    | СКЄ+СКК+КЧС   | 1+1+2         | 0+1+0         | 21     | 5      |
| Усього за кар'єру | Усього за кар'єру | Усього за кар'єру | 148       | 42        |                    | 14                 | 1                  |                      | 68                   | 17                   |               | 13            | 1             | 243    | 61     |

## Титули і досягнення

### Командні
- Володар Кубка Єгипту (3):

«Ісмайлі»: 1999-2000
«Аль-Ахлі» (Шенді): 2005-2006, 2006-2007
- Чемпіон Єгипту (8):

«Ісмайлі»: 2001-2002
«Аль-Аглі»: 2004-2005, 2005-2006, 2006–2007, 2007-2008, 2008-2009, 2009-2010, 2010-2011
- Переможець Ліги чемпіонів КАФ (5):

«Аль-Аглі»: 2005, 2006, 2008, 2012, 2013
- Володар Суперкубка КАФ (4):

«Аль-Аглі»: 2005, 2006, 2008, 2012
- Володар Кубка африканських націй (1):

2006

### Особисті
- Футболіст року в Єгипті (2):

2002, 2009
- Найкращий бомбардир Ліги чемпіонів КАФ (1):

2005 (7 голів)
- Африканський футболіст року за версією BBC (1):

2005